# Mala Kopašnica
Mala Kopašnica (en serbe cyrillique : Мала Копашница) est un village de Serbie situé sur le territoire de la Ville de Leskovac, district de Jablanica. Au recensement de 2011, il comptait 214 habitants.

## Démographie

### Évolution historique de la population
| 1948 | 1953 | 1961 | 1971 | 1981 | 1991 | 2002 | 2011 |
| ---- | ---- | ---- | ---- | ---- | ---- | ---- | ---- |
| 234  | 240  | 282  | 285  | 281  | 303  | 255  | 214  |

|  |